# Плей-оф відбіркового турніру до чемпіонату Європи з футболу серед молодіжних команд 2011
Перші матчі плей-оф були зіграні 8 жовтня 2010 року, а матчі відповіді — 12 жовтня 2010 року.

## Матчі
Жеребкування відбулося 10 вересня 2010 року в місті Хернінг, Данія. 14 команд були розподілені на 7 пар.
| Команда 1  | Заг.   | Команда 2 | 1-й матч | 2-й матч  |
| ---------- | ------ | --------- | -------- | --------- |
| Англія     | 2–1    | Румунія   | 2–1      | 0–0       |
| Нідерланди | 3–3(г) | Україна   | 1–3      | 2–0       |
| Іспанія    | 5–1    | Хорватія  | 2–1      | 3–0       |
| Швейцарія  | 5–2    | Швеція    | 4–1      | 1–1       |
| Ісландія   | 4–2    | Шотландія | 2–1      | 2–1       |
| Чехія      | 5–0    | Греція    | 3–0      | 2–0       |
| Італія     | 2–3    | Білорусь  | 2–0      | 0–3(д.ч.) |

## Перший матч
| 7 жовтня 2010 20:15 CET |

| Швейцарія                                             | 4:1        | Швеція     |
| ----------------------------------------------------- | ---------- | ---------- |
| Фабіан Фрай 2' Хохштрассер 20' Мехмеді 52' Касамі 83' | Звіт матчу | Молінс 50' |

| Турбільйон, Сьйон Глядачів: 4,425 Арбітр: Владислав Безбородов ( Росія) |

| 7 жовтня 2010 21:00 CET |

| Ісландія                      | 2:1        | Шотландія |
| ----------------------------- | ---------- | --------- |
| Гудмундссон 34' Ормарссон 78' | Звіт матчу | Мерфі 19' |

| Лаугардалсвеллур, Рейк'явік Глядачів: 7,255 Арбітр: Бас Нейхейс ( Нідерланди) |

| 8 жовтня 2010 16:00 CET |

| Чехія                                    | 3:0        | Греція |
| ---------------------------------------- | ---------- | ------ |
| Вошахлік 2' Пекгарт 19 (пен.)' Козак 77' | Звіт матчу |        |

| Арена Чанце, Яблонець Арбітр: Стефан Штудер ( Швейцарія) |

| 8 жовтня 2010 20:30 CET |

| Англія                     | 2:1        | Румунія  |
| -------------------------- | ---------- | -------- |
| Хендерсон 63' Смоллінг 83' | Звіт матчу | Хора 71' |

| Керроу Роуд, Норвіч Глядачів: 25,749 Арбітр: Паоло Тальявенто ( Італія) |

| 8 жовтня 2010 18:00 CET |

| Італія                    | 2:0        | Білорусь |
| ------------------------- | ---------- | -------- |
| Дестро 30' Окака Чука 61' | Звіт матчу |          |

| Сентро д'Італья, Рієті Арбітр: Міхаліс Кукулакіс ( Греція) |

| 9 жовтня 2010 19:00 CET |

| Нідерланди  | 1:3        | Україна                             |
| ----------- | ---------- | ----------------------------------- |
| де Йонг 79' | Звіт матчу | Кривцов 2' 7' Коноплянка 73 (пен.)' |

| Sparta Stadium, Роттердам Арбітр: Марк Клаттенбург ( Англія) |

| 9 жовтня 2010 21:30 CET |

| Іспанія                       | 2:1        | Хорватія    |
| ----------------------------- | ---------- | ----------- |
| Адріан Лопес 21' Сан-Хосе 42' | Звіт матчу | Школник 22' |

| Municipal El Plantío, Бурґос Арбітр: Іштван Вод ( Угорщина) |

## Другий матч
| 11 жовтня 2010 20:00 CET |

| Швеція         | 1:1        | Швейцарія      |
| -------------- | ---------- | -------------- |
| АБенгтссон 15' | Звіт матчу | Бен Халіфа 47' |

| Ня Мальме, Мальме Арбітр: Маріо Страхоня ( Хорватія) |

Швейцарія виграла 5-2 за сумою двох матчів і здобула путівку на Чемпіонат Європи з футболу серед молодіжних команд 2011
| 11 жовтня 2010 20:45 CET |

| Шотландія   | 1:2        | Ісландія           |
| ----------- | ---------- | ------------------ |
| Магвайр 75' | Звіт матчу | Сігурдссон 74' 80' |

| Істер Роад, Единбург Арбітр: Маркус Стрьомбергссон ( Швеція) |

Ісландія виграла 4-2 за сумою двох матчів і здобула путівку на Чемпіонат Європи з футболу серед молодіжних команд 2011
| 12 жовтня 2010 13:30 CET |

| Румунія | 0:0        | Англія |
| ------- | ---------- | ------ |
|         | Звіт матчу |        |

| Мунісіпал, Ботошані Арбітр: Фреді Фотрель ( Франція) |

Англія виграла 2-1 за сумою двох матчів і здобула путівку на Чемпіонат Європи з футболу серед молодіжних команд 2011
| 12 жовтня 2010 16:00 CET |

| Хорватія | 0:3        | Іспанія                                     |
| -------- | ---------- | ------------------------------------------- |
|          | Звіт матчу | Домінгес 67' Адріан Лопес 89' Хеффрен 90+1' |

| Вартекс, Вараждин Арбітр: Вільям Коллам ( Шотландія) |

Іспанія виграла 5-1 за сумою двох матчів і здобула путівку на Чемпіонат Європи з футболу серед молодіжних команд 2011
| 12 жовтня 2010 17:00 CET |

| Греція | 0:2        | Чехія                 |
| ------ | ---------- | --------------------- |
|        | Звіт матчу | Пекгарт 19' Козак 79' |

| Астерас Триполіс, Триполі Арбітр: Свейн Моен ( Норвегія) |

Чехія виграла 5-0 за сумою двох матчів і здобула путівку на Чемпіонат Європи з футболу серед молодіжних команд 2011
| 12 жовтня 2010 19:00 CET |

| Україна | 0:2        | Нідерланди           |
| ------- | ---------- | -------------------- |
|         | Звіт матчу | Дост 45' Госсенс 57' |

| «Динамо» імені Валерія Лобановського, Київ Арбітр: Роберт Шергенхофер ( Австрія) |

Україна виграла 3-3 за сумою двох матчів, за більшою кількістю забитих голів в гостях і здобула путівку на Чемпіонат Європи з футболу серед молодіжних команд 2011
| 12 жовтня 2010 16:30 CET |

| Білорусь                         | 3:0        | Італія |
| -------------------------------- | ---------- | ------ |
| Юрченко 4' 5' Веретило 6 (д.ч.)' | Звіт матчу |        |

| Міський, Борисов Арбітр: Джюнейт Чакир ( Туреччина) |

Білорусь виграла 3-2 за сумою двох матчів і здобула путівку на Чемпіонат Європи з футболу серед молодіжних команд 2011